# جمهورية نخجوان الذاتية

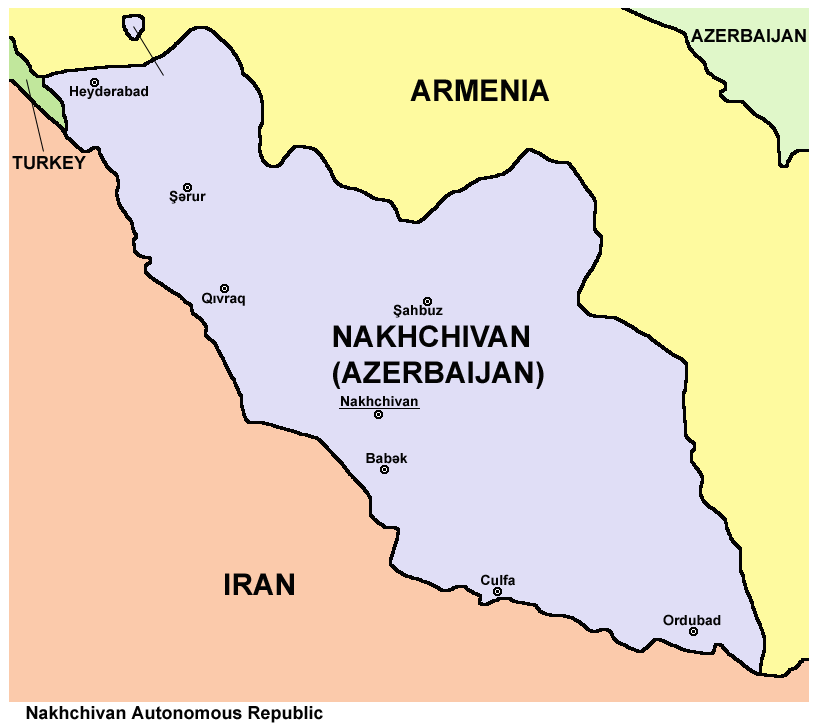

جمهورية ناخيتشيفان (نخجوان) الذاتية (باللغة الأذرية: Naxçıvan Muxtar Respublikası)، هي مقاطعة حبيسة غير ساحلية تابعة لجمهورية أذربيجان. تغطي المنطقة مساحة 5,502.75 كم مربع (2,124.62 ميل مربع) ويبلغ عدد سكانها 459,600 وتحدها أرمينيا بحدود 221 كم (137 ميل) من الشرق والشمال، وإيران بحدود 179 كم (111 ميل) إلى الجنوب والغرب، وتركيا بحدود 8 كم و (5.0 ميل) إلى الشمال الغربي.
أصبحت المنطقة التي تُعرف الآن نخجوان جزءًا من إيران الصفوية في القرن السادس عشر. في عام 1828، بعد الحرب الروسية الفارسية الأخيرة ومعاهدة تركمانجاي، انتقلت خانات نخجوان من إيران إلى الإمبراطورية الروسية. بعد ثورة فبراير عام 1917، كانت نخجوان والمنطقة المحيطة بها تحت سلطة اللجنة الخاصة جنوب القوقاز التابعة للحكومة الروسية المؤقتة، وبعد ذلك جمهورية جنوب القوقاز الديمقراطية الاتحادية التي لم تدم طويلًا.
عندما حُلت جمهورية جنوب القوقاز الديمقراطية الاتحادية (تي دي إف آر) في مايو 1918، كانت نخجوان، ومرتفعات قره باغ، وسيونيك، وقازاخ متنازع عليها بشدة بين الدول حديثة التكوين والقصيرة العمر من جمهورية أرمينيا الأولى وجمهورية أذربيجان الديمقراطية (إيه دي آر). في يونيو عام 1918، تعرضت المنطقة للاحتلال العثماني. بموجب شروط هدنة مودروس، وافق العثمانيون على سحب قواتهم من منطقة جنوب القوقاز لإفساح المجال للاحتلال البريطاني في نهاية الحرب العالمية الأولى. في يوليو عام 1920، احتل البلاشفة المنطقة وفي 28 يوليو، وأعلنوا جمهورية نخجوان الاشتراكية السوفيتية المتمتعة بالحكم الذاتي مع «علاقات وثيقة» مع أذربيجان الاشتراكية السوفياتية، ما بدأ سبعين عامًا من الحكم السوفيتي. في يناير 1990، أعلنت نخجوان استقلالها عن الاتحاد السوفيتي احتجاجًا على قمع الحركة الوطنية في أذربيجان وأصبحت جمهورية نخجوان المتمتعة بالحكم الذاتي داخل جمهورية أذربيجان المستقلة حديثًا بعد عام.
جمهورية نخجوان المتمتعة بالحكم الذاتي هي منطقة حكم ذاتي في أذربيجان، يحكمها مجلس تشريعي منتخب. العاصمة الإدارية هي نخجوان. كما هو معلن في دستور جمهورية نخجوان المتمتعة بالحكم الذاتي، فإن رموز ونشيد الدولة هي نفس رموز ونشيد جمهورية أذربيجان. اشتق اسم الجمهورية المتمتعة بالحكم الذاتي وعاصمتها في النهاية من اللغة الأرمينية.

## التاريخ

### التاريخ المبكر
تعود أقدم القطع الأثرية للثقافة المادية الموجودة في المنطقة إلى العصر الحجري الحديث. من ناحية أخرى، وجد علماء الآثار الأذربيجانيون أن تاريخ نخجوان يعود إلى العصر الحجري (العصر الحجري القديم). نتيجة للحفريات الأثرية، اكتشف علماء الآثار عددًا كبيرًا من مواد العصر الحجري في مناطق مختلفة من نخجوان. كانت هذه المواد مفيدة لدراسة العصر الحجري القديم في أذربيجان. يشير تحليل حبوب اللقاح (غبار الطلع) الذي أُجري في كهف غازما (منطقة شارور) إلى أن البشر في العصر الحجري القديم الأوسط (فترة الحضارة الموستيرية) عاشوا ليس فقط في الغابات الجبلية ولكن أيضًا في الغابات الجافة الموجودة في نخجوان. عُثر على العديد من المواقع الأثرية التي يعود تاريخها إلى العصر الحجري الحديث في نخجوان، بما في ذلك مدينة أوفيكيولر تيبسي القديمة، والتي تضم أيضًا بعضًا من أقدم مناجم الملح في العالم.
كانت المنطقة جزءًا من منطقة أورارتو ولاحقًا ميديون. أصبحت جزءًا من سلالة أورونتيد في أرمينيا تحت حكم الأخمينية الفارسية بحلول 521 قبل الميلاد. بعد وفاة الإسكندر الأكبر في عام 323 قبل الميلاد، حاول عدد من جنرالات الجيش المقدوني، بما في ذلك نيوبطليموس، السيطرة على المنطقة ولكنهم فشلوا في السيطرة عليها، وحكمتها سلالة أورونتيد الأرمنية الأصلية حتى غزا أنطيوخوس الثالث الكبير أرمينيا. (حكم 222-187 قبل الميلاد).
في عام 189 قبل الميلاد، أصبحت نخجوان جزءًا من مملكة أرمينيا الجديدة التي أسسها أرضاشيس الأول. وفي داخل المملكة، كانت المنطقة المعروفة حاليًا نخجوان جزءًا من إيررات، وفاسبوراكان ومحافظات سيونيك. وفقًا لمؤرخ العصور الوسطى الأرمني، موفسيس خوريناتسي، من القرن الثالث إلى القرن الثاني، كانت المنطقة تابعة لعائلة موراتسيان نخارار، ولكن بعد خلافات مع السلطة المركزية، قتل الملك أرضافاسط الأول الأسرة واستولى على الأراضي وربطها رسميًا بالمملكة. سمحت مكانة المنطقة كمركز تجاري رئيسي لها بالازدهار. نتيجة لذلك، طمعت بها العديد من القوى الأجنبية. وفقًا للمؤرخ الأرميني فاوستوس البيزنطي (القرن الخامس)، عندما غزا الفرس الساسانيون أرمينيا، أزال الملك الساساني شابور الثاني (310-380) 2000 أسرة أرمنية و 16000 أسرة يهودية في 360-370. في عام 428، أُلغي النظام الملكي الأرمني أرشكوني وضمت بلاد الساسانية الفارسية نخجوان. في عام 623، انتقلت ملكية المنطقة إلى الإمبراطورية البيزنطية. يشير سيبيوس إلى المنطقة باسم طاجيكستان. قال تلميذه، كوريون فاردابيت، إن نخجوان هو المكان الذي أنهى فيه العالم الأرمني وعالم اللاهوت ميسروب ماشدوتس إنشاء الأبجدية الأرمنية وافتتح المدارس الأرمنية الأولى. حدث ذلك في مقاطعة جوكتان، التي تتوافق مع منطقة أوردوباد الحديثة في نخجوان.
منذ عام 640 وصاعدًا، غزا العرب نخجوان وشنوا عدة حملات في المنطقة، وسحقوا كل مقاومة وهاجموا النبلاء الأرمن الذين بقوا على اتصال مع البيزنطيين أو الذين رفضوا دفع الجزية. في عام 705، بعد قمع ثورة أرمنية، قرر الوالي العربي محمد بن مروان القضاء على طبقة النبلاء الأرمنية. في نخجوان، حُبس عدة مئات من النبلاء الأرمن في الكنائس وأُحرقوا، بينما صُلب آخرون.

## التقسيمات الإدارية
- بابيك
- جلفا
- كانجارلي
- ناختشيفان
- أردوباد
- سدرك
- شابوز
- شرور

## أشهر أبناء الإقليم
- حيدر علييف الرئيس السابق لأذربيجان.
- إلهام علييف الرئيس الحالي

## أعلام
- كمال الدين حيداروف